# 马修·德赖克
马修·德赖克（英語：Matthew Dryke，1958年8月21日—），美国男子射击运动员，主攻双向飞碟。他曾代表美国参加1984年夏季奥林匹克运动会射击比赛，获得公开级双向飞碟金牌。